# هاري بوتر ومقدسات الموت – الجزء 1 (فلم)
هاري بوتر ومقدسات الموت – الجزء 1 (بالإنجليزية: Harry Potter and the Deathly Hallows – Part 1) هو فلم فنتازيا صدر في 2010 من إخراج ديفيد ياتس. هو الجزء الأول من الاقتباس السينمائي لهاري بوتر ومقدسات الموت الكاتبة ج. ك. رولينج. الفلم هو السابع ضمن سلسلة أفلام هاري بوتر، السيناريو كتبه ستيف كلوفز وإنتاج ديفيد هيمان وديفيد بارون وج. ك. رولينج. الفلم من بطولة دانيال رادكليف بدور هاري بوتر وروبرت غرينت وإيما واتسون بدور أصدقائه رون ويزلي وهيرمايني جرينجر.
في عطلة نهاية الأسبوع الافتتاحية في جميع أنحاء العالم، حقق الجزء الأول 330 مليون دولار ، وهو ثالث أعلى إيرادات في السلسلة، وأعلى افتتاح في عام 2010 . بإجمالي إيرادات عالمي يبلغ 960 مليون دولار ، يمثل الجزء الأول ثالث أكثر الأفلام ربحًا لعام 2010 ، وثالث أعلى أفلام هاري بوتر من حيث الإيرادات العالمية، أصبح الفلم في وقت من الأوقات هو العاشر من بين الأفلام الأكثر ربحًا على الإطلاق ، حصل على ترشيحين في جوائز الأوسكار رقم 83: أفضل إخراج فني وأفضل مؤثرات بصرية.

## الحبكة
يتبع الفلم هاري بوتر الذي يسعى لإيجاد وتدمير سر لورد فولدمورت للخلود، الهوركروسات.و يبدأ الفلم بخروج خالة هاري بوتر بوتونيا وزوجها فيرنون درسلي مع ابنهما دادلي ثم ياتي الاستور مودي مع افراد من عائلة ويزلي حيث يعطيهم شراب جرعة (بولي جويس) لكي يصبحو مثل هاري بوتر لتهريب هاري من بيت خالته.

## طاقم التمثيل
دانيال راديكليف في دور هاري بوتر ، وهو يتيم، مشهور بسبب أنه نجا من محاولة قتل على يد الساحر المظلم لورد فولدمورت عندما كان رضيعا، لكن نجح فولدمورت في قتل أبويه، وهو طالب في مدرسة هوجورتس للسحر.
روبرت جرينت في دور رون ويزلي ، أفضل صديق لهاري في هوجورتس.
إيما واتسون في دور هيرميون جرانجر ، وصديقة هاري المفضلة .
توم فيلتون في دريكو مالفوي، عدو الثلاثي.
روبي كالترون في دور ريبوس هاجريد، وهو نصف عملاق وحارس في هوجورتس.
ريتشارد غريفيث في دور فيرنون دورسلي، عم هاري (غير السحري).
ديفيد ثيوليس كما ريمس لوبين.
آلان ريكمان مثل سيفيروس سناب، رئيس منزل سليذرين.
إيما طومسون في دور سايبيل تريلاوني.
فيونا شو في دور عمة هاري.
ماجي سميث في دور مينيرفا ماكغوناجال، نائبة مديرة المدرسة، رئيسة منزل جريفندور ومدرّسة التحول في هوجورتس.
جولي والترز كما مولي ويزلي، أم رون.
جايسون إيزاكس كما لوسيوس مالفوي

## وصلات خارجية
- هاري بوتر ومقدسات الموت – الجزء 1 على موقع IMDb (الإنجليزية)
- هاري بوتر ومقدسات الموت – الجزء 1 على موقع ميتاكريتيك (الإنجليزية)
- هاري بوتر ومقدسات الموت – الجزء 1 على موقع روتن توميتوز (الإنجليزية)
- هاري بوتر ومقدسات الموت – الجزء 1 على موقع نتفليكس (الإنجليزية)
- هاري بوتر ومقدسات الموت – الجزء 1 على موقع قاعدة بيانات الأفلام العربية
- هاري بوتر ومقدسات الموت – الجزء 1 على موقع ألو سيني (الفرنسية)
- هاري بوتر ومقدسات الموت – الجزء 1 على موقع Turner Classic Movies (الإنجليزية)
- هاري بوتر ومقدسات الموت – الجزء 1 على موقع أول موفي (الإنجليزية)
- هاري بوتر ومقدسات الموت – الجزء 1 على موقع بوكس أوفيس موجو (الإنجليزية)
- هاري بوتر ومقدسات الموت – الجزء 1 على موقع فيلمافينيتي (الإسبانية)

1. 1 2 3  وصلة مرجع: http://www.imdb.com/title/tt0926084/locations?ref_=tt_dt_dt.
2. ↑  "Worldwide Openings". بوكس أوفيس موجو. مؤرشف من الأصل في 2019-05-26. اطلع عليه بتاريخ 2011-05-19.
3. ↑  "2010 Worldwide Grosse". Box Office Mojo. مؤرشف من الأصل في 2019-04-21. اطلع عليه بتاريخ 2011-02-09.
4. ↑  "Harry Potter and the Deathly Hallows – Part 1 Conjures International Box Office Magic, Becoming Top Earner of Entire Film Series" (Press release). Warner Bros. Pictures. 9 مارس 2011. مؤرشف من الأصل في 2018-11-16. اطلع عليه بتاريخ 2011-03-10.
5. ↑  "All Time Worldwide Box Office Grosses". Box Office Mojo. مؤرشف من الأصل في 2019-05-26. اطلع عليه بتاريخ 2011-02-09.
6. 1 2  Jensen، Jeff؛ Fierman, Daniel (14 سبتمبر 2001). "Inside Harry Potter – It May Be a Movie about a Tyro Wizard and His Magical Adventures, but Bringing Harry Potter to the Big Screen Took Real Muggle Might, No Hocus-Pocus about It". إنترتينمنت ويكلي. مؤرشف من الأصل في 2018-10-13. اطلع عليه بتاريخ 2010-02-07.
7. ↑  "When Danny Met Harry". ذي تايمز. 3 نوفمبر 2001.
8. ↑  "Season of the Witch". Entertainment Weekly. 14 ديسمبر 2001. مؤرشف من الأصل في 2001-12-20. اطلع عليه بتاريخ 2010-07-18.
9. ↑  Adler، Shawn (7 ديسمبر 2007). "What Would "Potter" Have Been Like with Tim Roth as Snape?". MTV. مؤرشف من الأصل في 2015-11-06. اطلع عليه بتاريخ 2007-12-08.
10. ↑  Davies، Hugh (14 أغسطس 2000). "Author's favourites are chosen for Potter film". ديلي تلغراف. مؤرشف من الأصل في 2019-04-12. اطلع عليه بتاريخ 2017-12-24.